# Torneucerus armatus
Torneucerus armatus là một loài bọ cánh cứng trong họ Cerambycidae.